# Lista de prêmios e indicações recebidos por San Holo
A seguir apresenta-se a lista de prêmios e indicações recebidos por San Holo, um produtor musical neerlandês. Após trabalhar com bandas, fez seu primeiro lançamento no início de 2013, com o EP Corellia. No total, Holo e Album1 foram indicados a cinco prêmios, ganhando três deles, e suas obras apareceram em cinco listas de melhores canções ou álbuns.
Em 2017, San Holo foi indicado no Electronic Music Awards à categoria "Novo Artista do Ano". No ano seguinte, a Billboard colocou o álbum de estreia do músico, Album1, em segundo lugar na sua lista dos 10 melhores álbuns de música eletrônica do ano, e foi observado que ele "é notável por seu uso inovador de instrumentação orgânica e técnicas de gravação analógica." Dias depois, a YourEDM colocou o álbum em terceiro em sua lista dos 10 melhores álbuns de 2018, e disse que Album1 "[utiliza] um estilo de arranjo muito diferente do que a maioria dos fãs de dance music estão acostumados". Em 2019, venceu na categoria de melhor álbum de dance do Edison Pop, que é considerado o Grammy neerlandês, por seu álbum de estreia. Ainda em 2019, venceu o International Dance Music Awards nas categorias "Artista Revelação do Ano" e "Melhor Álbum de Eletrônica", este último novamente por Album1, e foi indicado à categoria "Melhor Artista Masculino (Baixo)".
O site EDM.com classificou "Light" como uma das 10 melhores canções de future bass da década, acrescentando que "(...) van Dijck funde habilmente vocais agridoces com notas eletrônicas brilhantes, criando uma espécie de calor orgânico tão difundido em sua música". Em 2020, o site Dancing Astronaut classificou "Light" como uma das 100 melhores canções da década, escrevendo que a canção "elevou o escritor de melodias experimental a novos patamares". O We Rave You colocou o remix de Holo da canção "The Next Episode", de Dr. Dre, na posição 34 de sua lista das 50 melhores canções de trap, acrescentando que o remix foi um "game-changer completo" para Holo.

## Prêmios e indicações
| Ano  | Organização                      | Recipiente(s)                       | Categoria                                                           | Resultado | Ref.         |
| ---- | -------------------------------- | ----------------------------------- | ------------------------------------------------------------------- | --------- | ------------ |
| 2017 | Electronic Music Awards          | San Holo                            | Novo Artista do Ano                                                 | Indicado  | [ 3 ] [ 4 ]  |
| 2018 | Billboard                        | Album1                              | Billboard's 10 Best Dance/Electronic Albums of 2018: Critics' Picks | Segundo   | [ 5 ]        |
| 2018 | YourEDM                          | Album1                              | Your EDM’s Top 10 Albums Of 2018                                    | Terceiro  | [ 6 ]        |
| 2019 | Edison Pop Awards                | Album1                              | Melhor Álbum de Dance                                               | Venceu    | [ 7 ] [ 8 ]  |
| 2019 | International Dance Music Awards | San Holo                            | Artista Revelação do Ano                                            | Venceu    | [ 9 ] [ 10 ] |
| 2019 | International Dance Music Awards | San Holo                            | Melhor Artista Masculino (Baixo)                                    | Indicado  | [ 9 ] [ 10 ] |
| 2019 | International Dance Music Awards | Album1                              | Melhor Álbum de Eletrônica                                          | Venceu    | [ 9 ] [ 10 ] |
| 2019 | EDM.com                          | "Light"                             | 10 of the best future bass songs of the EDM decade                  | Sétimo    | [ 11 ]       |
| 2020 | Dancing Astronaut                | "Light"                             | Dancing Astronaut's Top 100 Songs of the Decade                     | 86.º      | [ 12 ]       |
| 2020 | We Rave You                      | "The Next Episode" (San Holo Remix) | 50 legendary trap songs of all time                                 | 35.º      | [ 13 ]       |